# Campionati mondiali di sollevamento pesi 2024 - 64 kg femminile
Le gare di sollevamento pesi della categoria fino a 64 kg femminile — pesi medi — dei campionati mondiali del 2024 si sono svolte il 10 dicembre 2024 a Manama presso il Weightlifting Marquee Venue.

## Programma
L'orario indicato corrisponde a quello bahreinita (UTC+03:00)
| Data             | Orario | Evento   |
| ---------------- | ------ | -------- |
| 10 dicembre 2024 | 08:00  | Gruppo D |
| 10 dicembre 2024 | 10:00  | Gruppo C |
| 10 dicembre 2024 | 15:00  | Gruppo B |
| 10 dicembre 2024 | 20:00  | Gruppo A |

## Medagliate
Per ciascun esercizio, le prime tre classificate sono le seguenti:
| Esercizio | Oro        | Oro    | Argento    | Argento | Bronzo    | Bronzo |
| --------- | ---------- | ------ | ---------- | ------- | --------- | ------ |
| Strappo   | Rim Un-sim | 116 kg | Ri Suk     | 115 kg  | Li Shuang | 107 kg |
| Slancio   | Ri Suk     | 149 kg | Rim Un-sim | 140 kg  | Li Shuang | 134 kg |
| Totale    | Ri Suk     | 264 kg | Rim Un-sim | 256 kg  | Li Shuang | 241 kg |

## Record
Prima di questa competizione, i record mondiali esistenti erano i seguenti:
| Record mondiale | Strappo | Deng Wei | 117 kg | Tianjin, Cina       | 11 dicembre 2019  |
| Record mondiale | Slancio | Ri Suk   | 146 kg | Doha, Qatar         | 9 dicembre 2023   |
| Record mondiale | Totale  | Deng Wei | 261 kg | Pattaya, Thailandia | 22 settembre 2019 |

## Risultati
| Pos. | Atleta                          | Gr. | Peso atleta | Strappo (kg) | Strappo (kg) | Strappo (kg) | Strappo (kg) | Slancio (kg) | Slancio (kg) | Slancio (kg) | Slancio (kg) | Totale   |
| Pos. | Atleta                          | Gr. | Peso atleta | 1            | 2            | 3            | Pos.         | 1            | 2            | 3            | Pos.         | Totale   |
| ---- | ------------------------------- | --- | ----------- | ------------ | ------------ | ------------ | ------------ | ------------ | ------------ | ------------ | ------------ | -------- |
|      | Ri Suk (PRK)                    | A   | 63.98       | 108          | 112          | 115          |              | 143          | 147          | 149          |              | 264      |
|      | Rim Un-sim (PRK)                | A   | 64.00       | 111          | 114          | 116          |              | 140          | 147          | 148          |              | 256      |
|      | Li Shuang (CHN)                 | A   | 63.74       | 100          | 105          | 107          |              | 125          | 130          | 134          |              | 241      |
| 4    | Ingrid Segura (COL)             | A   | 64.00       | 100          | 103          | 105          | 5            | 128          | 132          | 135          | 4            | 235      |
| 5    | Concepción Úsuga (COL)          | A   | 63.34       | 100          | 104          | 106          | 4            | 122          | 127          | 131          | 6            | 233      |
| 6    | Elreen Ando (PHI)               | A   | 63.24       | 100          | 104          | 104          | 8            | 129          | 133          | 135          | 5            | 229      |
| 7    | Sophia Shaft (USA)              | B   | 63.56       | 95           | 100          | 101          | 7            | 120          | 124          | 127          | 10           | 225      |
| 8    | Phạm Thị Hồng Thanh (VIE)       | B   | 63.50       | 95           | 99           | 101          | 10           | 119          | 124          | 128          | 9            | 223      |
| 9    | Sarah Davies (GBR)              | A   | 64.00       | 95           | 98           | 98           | 17           | 119          | 123          | 127          | 7            | 222      |
| 10   | Katharine Estep (USA)           | C   | 63.06       | 92           | 95           | 98           | 11           | 115          | 119          | 123          | 11           | 221      |
| 11   | Giulia Miserendino (ITA)        | A   | 64.00       | 95           | 99           | 102          | 6            | 115          | 116          | 121          | 22           | 217      |
| 12   | Svitlana Moskvina (UKR)         | A   | 62.76       | 96           | 98           | 100          | 9            | 114          | 117          | 117          | 19           | 217      |
| 13   | Dziyana Maiseyevich (AIN)       | B   | 63.50       | 95           | 98           | 101          | 12           | 115          | 118          | 118          | 16           | 216      |
| 14   | Naroa Arrasate (ESP)            | B   | 64.00       | 90           | 90           | 94           | 18           | 116          | 119          | 122          | 12           | 216      |
| 15   | Queysi Rojas (MEX)              | B   | 64.00       | 92           | 92           | 96           | 13           | 115          | 119          | 121          | 14           | 215      |
| 16   | Shakhlokhon Abdullaeva (UZB)    | B   | 64.00       | 94           | 95           | 99           | 16           | 115          | 119          | 121          | 15           | 214      |
| 17   | Karla Ortiz (MEX)               | B   | 61.76       | 92           | 96           | 96           | 20           | 116          | 120          | 124          | 13           | 212      |
| 18   | Karina Goricheva (KAZ)          | B   | 63.88       | 95           | 99           | 99           | 15           | 110          | 113          | 115          | 24           | 208      |
| 19   | Jawaher Gesmi (TUN)             | B   | 64.00       | 85           | 88           | 90           | 27           | 115          | 118          | 118          | 16           | 208      |
| 20   | Casey Aguilar-Gervase (PUR)     | C   | 63.88       | 88           | 91           | 91           | 24           | 111          | 114          | 117          | 23           | 205      |
| 21   | Tsabitha Alfiah Ramadani (INA)  | C   | 63.68       | 90           | 95           | 95           | 14           | 105          | 109          | 111          | 32           | 204      |
| 22   | Garoa Martínez (ESP)            | C   | 64.00       | 88           | 92           | 96           | 19           | 112          | 116          | 116          | 25           | 204      |
| 23   | Ditimoni Sonowal (IND)          | C   | 63.40       | 86           | 89           | 92           | 29           | 115          | 119          | 119          | 21           | 204      |
| 24   | Vicky Graillot (FRA)            | C   | 63.96       | 88           | 91           | 91           | 30           | 116          | 121          | 122          | 20           | 204      |
| 25   | Monica Knowlton (CAN)           | D   | 63.54       | 82           | 85           | 86           | 33           | 112          | 117          | 120          | 18           | 203      |
| 26   | Galya Shatova (BUL)             | C   | 63.46       | 90           | 91           | 94           | 23           | 108          | 112          | 116          | 26           | 203      |
| 27   | Laurène Fauvel (FRA)            | C   | 64.00       | 88           | 91           | 93           | 22           | 108          | 112          | 115          | 27           | 203      |
| 28   | Park Da-hui (KOR)               | B   | 63.98       | 92           | 96           | 96           | 21           | 110          | 114          | 114          | 30           | 202      |
| 29   | Tian Xin-jie (TPE)              | C   | 64.00       | 85           | 88           | 90           | 31           | 112          | 112          | 115          | 28           | 200      |
| 30   | Patricie Ježková (CZE)          | B   | 63.98       | 90           | 90           | 90           | 28           | 110          | 114          | 114          | 31           | 200      |
| 31   | Tatiana Ullua (ARG)             | C   | 64.00       | 90           | 90           | 93           | 25           | 108          | 108          | 112          | 33           | 198      |
| 32   | Paula Zikowsky (AUT)            | C   | 63.54       | 87           | 87           | 90           | 26           | 105          | 105          | 109          | 35           | 195      |
| 33   | Hannah Crymble (IRL)            | D   | 63.36       | 83           | 86           | 88           | 32           | 101          | 104          | 107          | 36           | 190      |
| 34   | Nur Syazwani Radzi (MAS)        | D   | 63.34       | 83           | 83           | 85           | 34           | 105          | 110          | 111          | 34           | 190      |
| 35   | Tenishia Thornton (MLT)         | D   | 63.70       | 79           | 82           | 85           | 35           | 95           | 100          | 105          | 39           | 182      |
| 36   | Bibiána Večeřová (SVK)          | D   | 63.92       | 78           | 81           | 81           | 37           | 97           | 101          | 104          | 37           | 182      |
| 37   | Amalía Ósk Sigurðardóttir (ISL) | D   | 63.90       | 80           | 80           | 83           | 36           | 100          | 105          | 105          | 38           | 180      |
| 38   | Ailbhe Mulvihill (IRL)          | D   | 63.94       | 70           | 73           | 73           | 40           | 86           | 86           | 86           | 40           | 159      |
| 39   | Mae Al-Madani (UAE)             | D   | 62.08       | 64           | 67           | 70           | 41           | 80           | 85           | 90           | 41           | 152      |
| 40   | Alzahraa Khamshad (KUW)         | D   | 61.80       | 55           | 60           | 64           | 42           | 75           | 80           | 80           | 42           | 139      |
| —    | Mun Min-hee (KOR)               | B   | 64.00       | 98           | 98           | 98           | —            | —            | —            | —            | —            | —        |
| —    | Chaima Rahmouni (TUN)           | B   | 63.72       | 91           | 91           | 91           | —            | —            | —            | —            | —            | —        |
| —    | Li Wei-chia (TPE)               | D   | 63.18       | 70           | 75           | 80           | 39           | —            | —            | —            | —            | —        |
| —    | Mafalda Monteiro (POR)          | D   | 64.00       | 76           | 81           | 82           | 38           | 104          | 105          | 105          | —            | —        |
| —    | Seyedeh Ghazal Hosseini (IRI)   | C   | ritirata    | ritirata     | ritirata     | ritirata     | ritirata     | ritirata     | ritirata     | ritirata     | ritirata     | ritirata |